# Cyanopica
Cyanopica este un gen de păsări paseriforme din familia Corvidae. Aparține unei linii comune cu genul Perisoreus.

## Taxonomie
Genul Cyanopica a fost introdus în 1850 de naturalistul francez Charles Lucien Bonaparte. Specia tip a fost desemnată de George Gray în 1855 drept Corvus cyanus, coțofană cu aripi azurii. Denumirea generică este derivată din cuvintele latine cyanos, care înseamnă „lapis lazuli”, și pica, care înseamnă „coțofană”.

### Specii
Genul conține două specii:
- Cyanopica cyanus – coțofană cu aripi azurii
- Cyanopica cooki – coțofană iberică

## Galerie

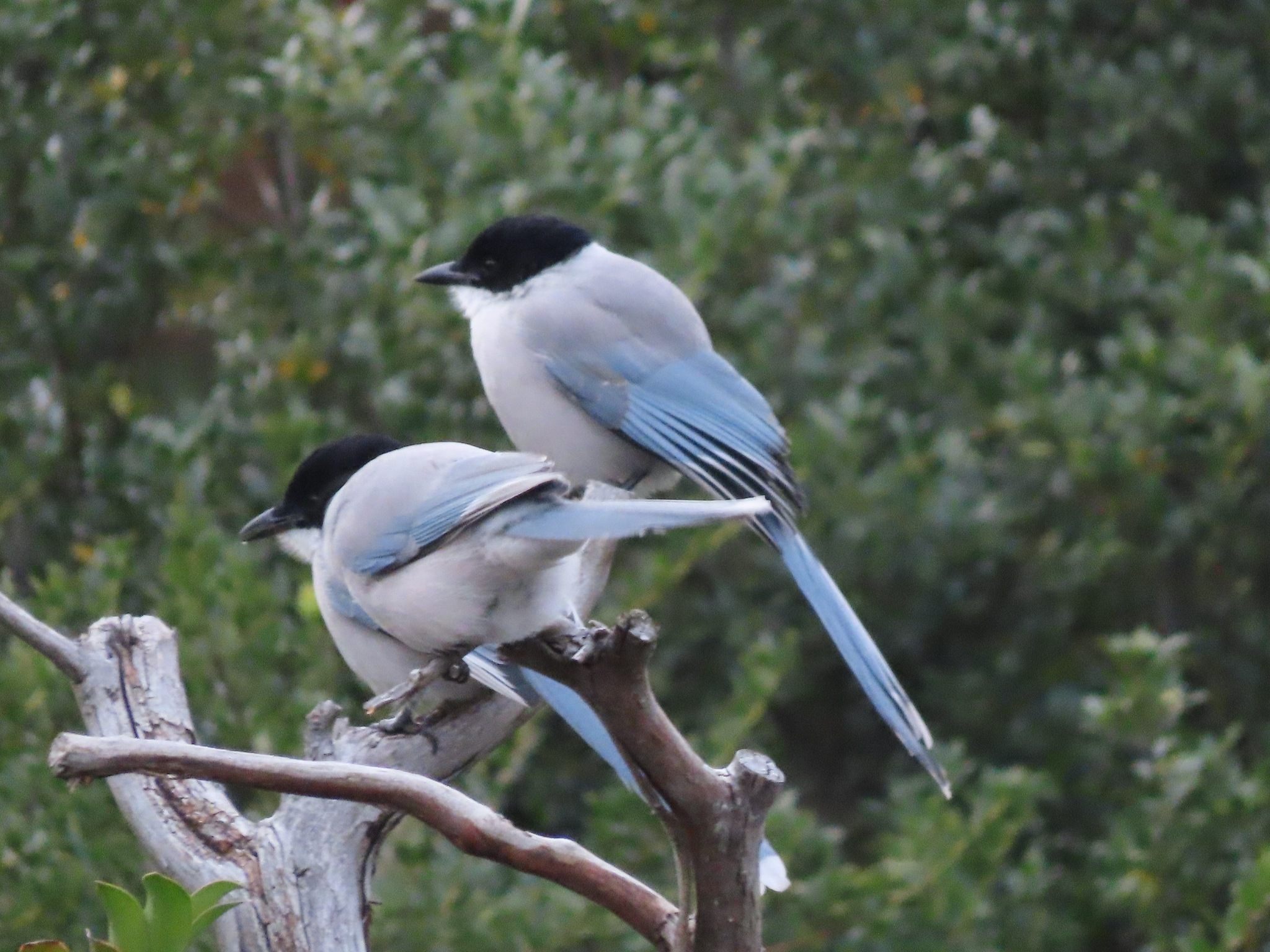
Coțofană cu aripi azurii
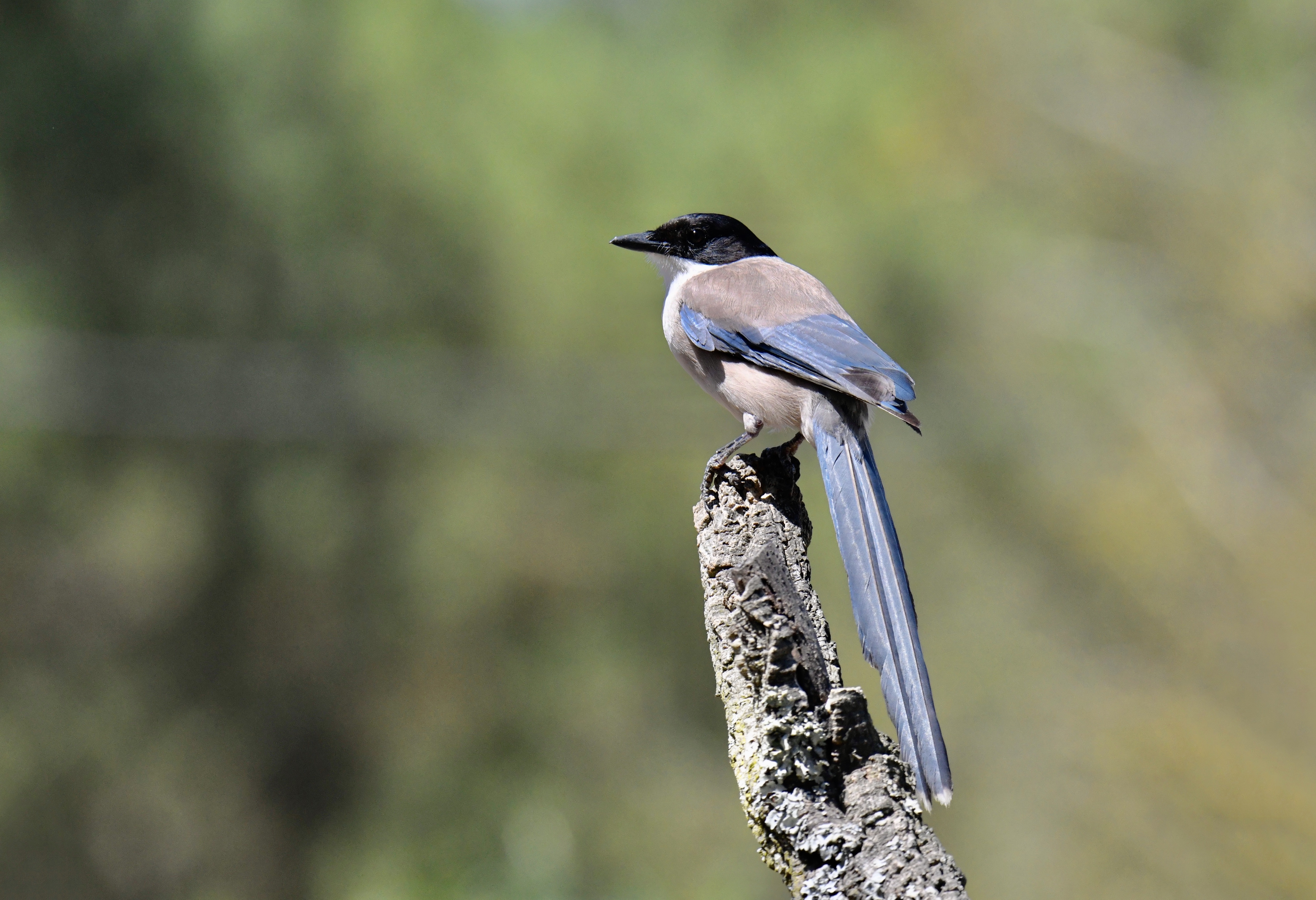
Coțofană iberică